# 料金受取人払
料金受取人払（りょうきんうけとりにんばらい）とは、日本郵便の制度の一つで、郵便物などの郵送料金を受取人が支払う方法。厳しい利用条件があり、また事前に日本郵便の承認を受ける必要がある。個人利用を想定した制度ではないが、個人でも利用できる。
荷物の着払いとは大きく異なる制度であるが、一般に着払いの意味で用いられることもある。

## 概要
料金受取人払は、通信販売の発注やアンケートの回答など差出人が料金を負担するのに適さない郵便物を郵送するのに利用される。届いた郵便物等の枚数分だけ料金等を支払えばいいので経費の節減ができる。速達や書留などのオプションサービスも利用可能である。
利用に当たっては諸条件があり、事前に封筒やはがきの見本を用意し、集配郵便局長の承認を受ける必要がある。
利用には10〜21円の手数料がかかる。

## 利用条件
- 100枚以上配布すること。
- 差出有効期間を2年以内とすること。
- 切手の貼付に準じた位置に「料金受取人払郵便」と判別できる印字をすること。（郵便物）
- 郵便局の指示する番号を表すバーコードを表示すること。